# Šandal
Šandal je obec na Slovensku v okrese Stropkov. První zmínka o obci je z roku 1391. Žije zde 310 obyvatel.

## Znak obce
V zeleném štítu zlatý snop se zleva zaseknutým stříbrným, položeným a převráceným srpem na zlaté rukojeti, v patě štítu po bocích dvě zlaté osmihroté hvězdy.

## Památky
- Řeckokatolický chrám Ochrany Svaté Bohorodičky z roku 1700[3]